# Fultura inferior
Fultura inferior – dolna fultura samczych narządów genitalnych u motyli.
Fultura inferior stanowi zesklerotyzowany lub błoniasty brzuszny obszar diafragmy, otaczający i podpierający edeagus od spodu. Fultura ta może być podzielona poprzecznie na dwie części, które są albo połączone albo zlane ze sobą. Są to juksta i caulis. Fultura inferior obejmuje również brzuszną część anellusa.